# Сибирские водные пути

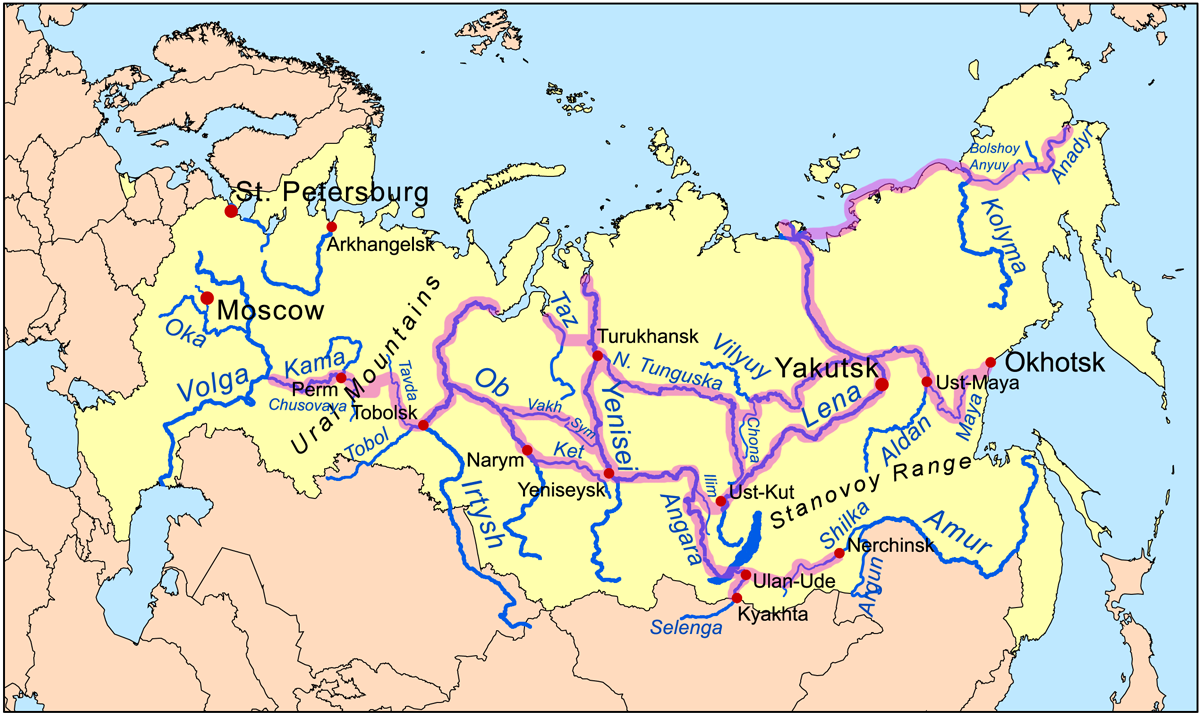
Речные маршруты основаны на описаниях Джеймса Форсайта из книги «История народов Сибири» (1992)

Сибирские водные пути были основными путями сообщения в Сибири ещё до появления первых европейцев. В процессе разведки и освоения сибирских территорий землепроходцами реки также имели высокое значение и оставались таковыми вплоть до 1730-х годов. Так как три «великие сибирские реки» — Обь, Енисей и Лена — впадают в Северный Ледовитый океан, то основной проблемой было найти части или ветви этих рек, которые протекают примерно с востока на запад и найти короткие промежутки между ними, которые можно преодолеть волоком. Так как Сибирь является относительно равнинной территорией, пути волоком, как правило, короткие. Из-за этого, а также в связи со слабостью сибирских царств, землепроходцы смогли установить контроль от Урала до Тихого океана всего за 60 лет (1582—1643).

## Южный путь
Расстояния указаны по прямой и являются приблизительными. Сибирские реки бывают очень извилистыми. Даты обычно указаны по дате основания первого российского поселения.

#### ЧерезУрал
Из Волги вверх по Каме до Перми (1472), затем либо на юг, вверх по реке Чусовой (фактически существует, но несудоходен, см. Трансуральский водный путь), либо на север по Вишере (см. Чердынская дорога). Здесь Уральские горы имеют высоту всего около 350 метров, возвышаясь над окружающими долинами примерно на 150 метров. Вниз по Тавде или по Туре, и короткий путь вверх по Тоболу к его слиянию с Иртышом в Тобольске (1582). Это примерный путь Ермака. Тобольск находится на расстоянии примерно 700 км к востоку от Перми и 1800 км к востоку от Москвы.

#### БассейнОби
Недалеко от Тобольска была столица Сибирского ханства, отвоеванная в 1582 году. На север вниз по Иртышу до его слияния с Обью, затем 750 км вверх по Оби до Нарыма (1594 г.) и вверх по реке Кети (1602 г.) около 300 км до её верховья. Здесь волоком до Енисея в Енисейске (1619 г.). Енисейск находится на расстоянии примерно 1400 км от Тобольска и 3200 км от Москвы. Другой путь шёл от слияния рек Иртыш-Обь 450 км вверх по Оби до реки Вах, 500 км вверх по Ваху, затем волоком до Сыма, вниз по нему до Енисея и вверх против течения до Енисейска.
В конце XIX века на этом участке были попытки наладить судоходство через Обь-Енисейский канал.

#### БассейныЕнисеяиЛены
Енисейск стоит на Енисее сразу к северу от его слияния с Ангарой. От Енисейска на восток вверх по Ангаре до Илима, вверх против течения до Илимска (1630 г.), волоком до Куты, немного вниз до Усть-Кута (1631 г.) на реке Лена. Отсюда на северо-восток вниз по Лене около 1970 км до Якутска, который расположен на расстоянии 4900 км к востоку от Москвы. Якутск — большой остановочный пункт и административный центр. Затем 200 км вниз по Лене до Алдана, вверх по реке Алдан до поселка Усть-Мая, затем вверх по реке Мае или по её правому притоку Юдоме.

#### Охотск
От каждой из этих рек около 150 км по гористой местности высотой более 600 м до Тихого океана (Охотское побережье, 1639 г., поселок Охотск, 1647 г.). Здесь использовали вьючных лошадей. Охотск находится на расстоянии 800 км к востоку-юго-востоку от Якутска и 5600 км к востоку от Москвы. С 1715 года в Охотске появилось судостроение, что позволило осуществлять морские походы на полуостров Камчатку, Курильские острова, Алеутские острова и на Аляску.

#### КАмуру
С 1643 по 1689 годы землепроходцы пытались продвинуться от Лены на юг в район Амура, но их отбрасывали назад маньчжуры. См. Русско-цинский пограничный конфликт. C 1689 по 1859 годы российско-китайская граница проходила по реке Аргуни и Становому хребту. В 1859 году Россия захватила район Амура. С востока русские прошли до Улан-Удэ (1666 год), Читы (1653 год) и Нерчинска (1654 год) к Аргуни. С 1727 года большая часть российско-китайских торговых путей сместилась в соседнюю Кяхту, где река Селенга пересекает сегодняшнюю российско-монгольскую границу.

## Северный путь
Начиная по меньшей мере с XII века поморы водили корабли по Белому и Баренцеву морям. Однажды они вошли в Обскую губу или переправились волоком через полуостров Ямал. Из Обской губы в Тазовскую губу, вверх по реке Таз, через Мангазею (1601 год), волоком на Янов Стан на реке Турухан, по ней до Туруханска (1607 год) на Енисее в его слиянии с Нижней Тунгуской. На восток вверх по Нижней Тунгуске. В месте поворота реки на юг волоком до реки Чоны, притока Вилюя — сейчас слияние этих двух рек находится в зоне затопления, образуя Вилюйское водохранилище. На восток по Вилюю до реки Лены, затем вверх по Лене до Якутска. Или можно было подняться дальше вверх по Нижней Тунгуске примерно до Киренска (1630 год) (300 км к северо-востоку от Усть-Кута), короткий участок волоком до Лены и вниз по Лене до Якутска. Якутск расположен на расстоянии примерно 2400 км от Тазовской губы. Примерно после 1700 года большинство торговых путей сместилось на юг, и путь к западу от Туруханска оказался по большей части заброшен.

## Северо-восток
От устья реки Лены вдоль берега до устья реки Колымы, вверх до Большого Анюя, волоком, вниз по реке Анадырю до Анадырского острога (1650 год). Дальше можно было продолжать вниз по Анадырю до Тихого океана, но эта местность была слишком бесплодной, чтобы представлять какой-либо интерес. Отправляться в район к северо-востоку от этого пути избегали из-за воинственных чукчей. Около 1700 года поморы прошли на полуостров Камчатку из Анадырского острога, а позднее приплыли туда из Охотска. Расстояние от Якутска до Берингова пролива 1800 км.

## Юго-восток
После завоевания Астрахани в 1566 году Московское царство расширила свои территории на юго-восток вокруг нижней части бассейна Урала. Ещё один путь пролегал вверх по Иртышу на Алтай (Семипалатинск, 1718 год).